# Stanisławice (powiat radomszczański)
Stanisławice – wieś w Polsce położona w województwie łódzkim, w powiecie radomszczańskim, w gminie Gidle.
W latach 1975–1998 miejscowość należała administracyjnie do województwa częstochowskiego.